# 薬用植物園

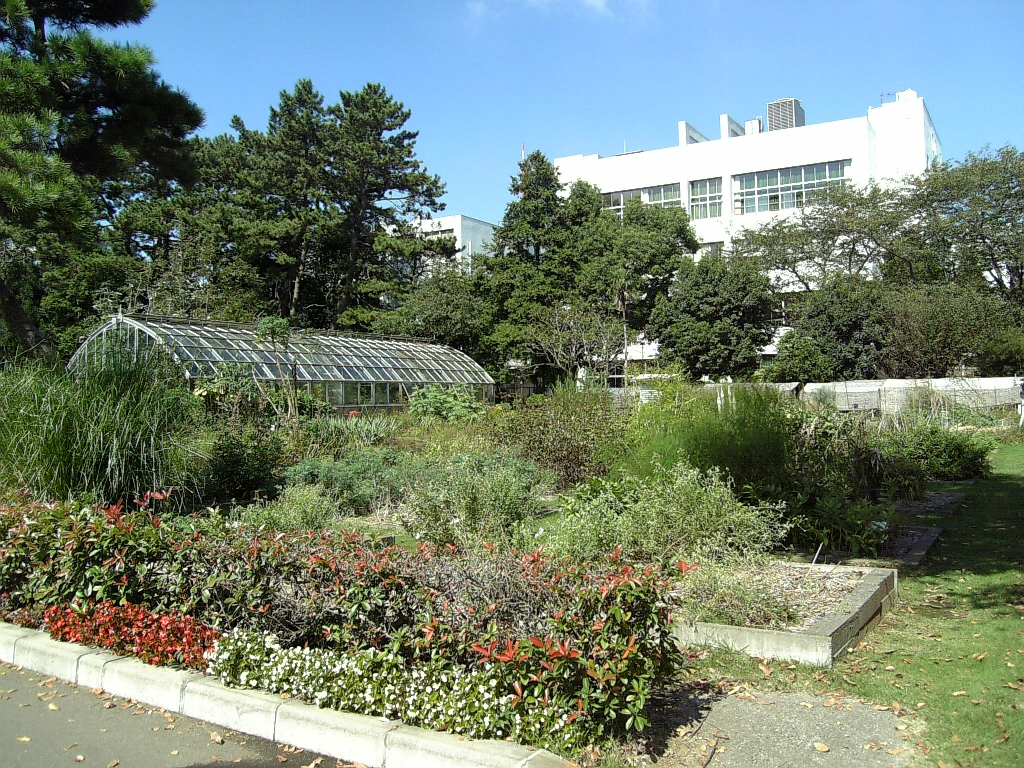
東邦大学薬学部薬用植物園

薬用植物園（やくようしょくぶつえん）は、主として薬用植物を保存・栽培する植物園。薬草園と称する施設もある。

## 歴史と目的
ヨーロッパには庭園的薬用植物園あるいは薬草園と呼ばれる施設があり、これらは17世紀に初期の修道院の庭園から発展して成立したものである。また同時期に日本では小石川植物園などの植物園が設立されている。
大学附属の植物園では薬局方に記載される薬用植物の実物を薬学教育に供することを主たる目的としている。薬用植物の中には効き目が穏やかなものから有毒植物に相当するものまであり、判別を誤ると危険を伴う。これらを扱う者にとっては正確かつ適切に鑑定することが必須である。社会一般の健康意識の高まりから薬用植物の個人的利用も増えつつあり、基原植物と類似植物との比較ができる環境が求められる。地域への社会貢献として、学外の者を対象とした年数回の公開講座を行うところも多い。
製薬会社が運営する植物園では企業秘密の点、また有毒植物を扱うことから安全性の面においても公開に積極的でない場合も少なくないが、エーザイの創業者が岐阜県各務原市に開設した内藤記念くすり博物館および附属の薬用植物園は、企業博物館の一つとして薬に関する知識の普及を通じて、広く社会に貢献することを目的としている。生物多様性に関する取り組みも重要な役割であり、薬学系の植物園の中では北里大学薬学部附属薬用植物園、摂南大学薬学部附属薬用植物園、熊本大学薬学部附属薬用資源エコフロンティアセンターと武田薬品工業京都薬用植物園が日本植物園協会の「植物多様性保全拠点園」に認定されている。

## 各国の薬用植物園

### 英国の薬用植物園
- スコットランド国立植物園（4植物園で構成）
  - 王立エジンバラ植物園（RBGE）（英語版）
スコットランド国立植物園の本部がある[1]。1670年設立[1]。
  - ベンモア植物園（英語版）
ヒマラヤ地域などのシャクナゲ類や世界各地の温帯域に分布する針葉樹が多く栽培されている[1]。
  - ローガン植物園（英語版）
南オーストラリア、アルゼンチンおよびニュージーランドの暖温帯の植物が多く栽培されている[1]。
  - ダウィック植物園（英語版）
スコットランド自生の植物のほか高山植物及び冷温帯植物が多く栽培されている[1]。また、コケ、シダ、地衣、菌類のための隠花植物園もある[1]。
- チェルシー薬草園
イギリス・ロンドンのチェルシー薬草園は1673年開園の古い歴史を持つ。

### 中国の薬用植物園
中国の広西チワン族自治区南寧市にある広西薬用植物園は、栽培面積が202ヘクタールで世界最大、かつ保存されている薬用植物の品種が281科6000種あまりで世界最多であるとして、2011年12月にギネス世界記録に認定された。

### 日本の薬用植物園
日本植物園協会に加盟する植物園は第一分野（学校に属する植物園）、第二分野（国公立園、またはこれに準ずる施設）第三分野（会社や個人が経営する植物園）、第四分野（薬用植物を扱う専門植物園）のいずれかの部会に所属しており、第四分野には2014年1月現在38園が所属している。そのうち31園が大学の薬学部附属で、他に地方公共団体や製薬会社が運営する薬用植物園もある。
専門職大学設置基準（文部科学省令第33号）第49条によると、薬学に関する学部又は学科を置く大学には、教育研究に必要な附属施設として薬用植物園（薬草園）を設けることが定められている。薬科系大学附属の植物園のうち、日本植物園協会に加盟しているのは半数ほどである。
日本植物園協会非加盟の中には、東京都小平市の東京都薬用植物園、奈良県宇陀市の「森野旧薬園」などがある。森野旧薬園は吉野葛店が運営する私設の薬草園で、開園は享保年間。小石川植物園（東京大学大学院理学系研究科附属植物園）と並び、江戸時代からの歴史を持つ。
水戸市植物公園内の水戸養命酒薬用ハーブ園のように、一般の植物園内に薬草エリアを設けているところもある。
|                                                            | ※   | 開設年   | 所在地                   | 開設者                         | 面積   | 品種    | 特記          |
| ---------------------------------------------------------- | --- | -------- | ------------------------ | ------------------------------ | ------ | ------- | ------------- |
| 東京大学大学院薬学系研究科 附属薬用植物園                  | 402 | 1973年   | 千葉市花見川区           | 東京大学                       | 6123   | 350種   |               |
| 日本大学薬学部附属薬用植物園                               | 403 | 1954年   | 千葉県船橋市             | 日本大学薬学部                 | 12000  | 1000種  |               |
| 昭和大学薬学部附属薬用植物園                               | 404 |          | 東京都品川区             | 昭和大学                       | 296.66 |         |               |
| 星薬科大学薬用植物園                                       | 405 |          | 東京都品川区             | 星薬科大学                     | 3000   | 800種   |               |
| 北里大学薬学部附属薬用植物園                               | 406 | 1972年   | 相模原市南区             | 北里大学                       | 7072   | 2000    |               |
| 北陸大学薬学部附属薬用植物園                               | 407 |          | 石川県金沢市             | 北陸大学                       | 14832  | 1200種* |               |
| 名城大学薬用植物見本園                                     | 408 |          | 愛知県春日井市           | 名城大学                       | 3000   |         |               |
| 内藤記念くすり博物館附属薬用植物園                         | 409 | 1971年   | 岐阜県各務原市           | エーザイ                       | 22417  | 1000種  |               |
| 塩野義製薬油日植物園                                       | 410 | 1947年   | 滋賀県甲賀市             | 塩野義製薬                     | 40000  | 1700種  |               |
| 京都薬科大学薬用植物園                                     | 411 | 1925年   | 京都市伏見区             | 京都薬科大学                   | 13016  | 1100種  |               |
| 日本新薬山科植物資料館                                     | 412 | 1994年   | 京都市山科区             | 日本新薬                       | 7920   | 3000種  |               |
| 武田薬品工業京都薬用植物園                                 | 413 | 1933年   | 京都市左京区             | 武田薬品工業                   | 94000  | 2800種* |               |
| 神戸薬科大学薬用植物園                                     | 415 | 1933年   | 神戸市東灘区             | 神戸薬科大学                   | 36700  | 1000種  |               |
| 東京薬科大学薬用植物園                                     | 420 | 1931年   | 東京都八王子市           | 東京薬科大学                   | 41000  | 2700種  |               |
| 城西大学薬用植物園                                         | 421 | 1973年   | 埼玉県毛呂山町           | 城西大学                       | 6000   | 850種   |               |
| 帝京大学薬用植物園                                         | 422 | 1977年   | 相模原市緑区             | 帝京大学                       | 5000   | 500種   |               |
| 明治薬科大学薬用植物園                                     | 425 | 1933年   | 東京都清瀬市             | 明治薬科大学                   | 920    |         |               |
| 湧永満之記念庭園                                           | 426 | 1993年   | 広島県安芸高田市         | 湧永製薬                       | 137000 | 750種   |               |
| 北海道大学薬学部附属薬用植物園                             | 427 | 1954年   | 札幌市北区               | 北海道大学                     | 6272   | 1300種  |               |
| 薬用植物指導センター                                       | 428 | 1967年   | 富山県上市町             | 富山県                         | 43050  | 1000種* |               |
| 熊本大学薬学部附属 薬用資源エコフロンティアセンター        | 429 | 1756年   | 熊本市中央区             | 熊本大学                       | 51264  | 1300種* |               |
| 摂南大学薬学部附属薬用植物園                               | 430 |          | 大阪府枚方市             | 摂南大学                       | 10000  | 1500種  |               |
| 東邦大学薬学部薬用植物園                                   | 431 | 1927年   | 千葉県船橋市             | 東邦大学                       | 28000  | 1250種  |               |
| 岐阜薬科大学薬草園                                         | 432 | 1937年   | 岐阜県岐阜市             | 岐阜薬科大学                   | 9202   | 700種   |               |
| 徳島文理大学附属薬用植物園                                 | 433 | 2005年   | 香川県さぬき市           | 徳島文理大学                   | 3018   | 500種   |               |
| 富山大学薬学部附属薬用植物園                               | 434 | 1923年   | 富山県富山市             | 富山大学                       | 13334  | 2000種  |               |
| 金沢大学薬用植物園                                         | 436 | 1971年   | 石川県金沢市             | 金沢大学                       | 39000  |         |               |
| 昭和薬科大学薬用植物園                                     | 437 | 1990年   | 東京都町田市             | 昭和大学                       | 111784 | 633種*  |               |
| 名古屋市立大学薬学部薬用植物園                             | 438 | 1885年   | 名古屋市瑞穂区           | 名古屋市立大学                 | 3500   | 370種   |               |
| 三栄源エフ・エフ・アイ有用植物研究所                       | 439 | 1993年   | 兵庫県川西市             | 三栄源エフ・エフ・アイ         | 3000   | 非公開  |               |
| 北海道医療大学薬用植物園                                   | 441 | 1985年   | 北海道当別町             | 北海道医療大学                 | 3900   | 400種   |               |
| 大阪薬科大学薬用植物園                                     | 443 |          | 大阪府高槻市             | 大阪薬科大学                   | 4995   | 1000種  |               |
| 城西国際大学薬草園                                         | 444 | 1987年   | 千葉県大多喜町           | 城西国際大学                   | 16000  | 500種   | 2015年3月閉園 |
| 崇城大学薬学部薬用植物園                                   | 445 |          | 熊本市西区               | 崇城大学                       | 27108  | 1200種  |               |
| 日本薬科大学薬用植物園                                     | 446 |          | 埼玉県伊奈町             | 日本薬科大学                   | 3600   | 500種   | [ 11 ]        |
| 同志社女子大学薬用植物園                                   | 447 |          | 京都府京田辺市           | 同志社女子大学                 | 2000   | 400種   |               |
| 奥羽大学薬学部薬用植物園                                   | 448 | 2005年   | 福島県郡山市             | 奥羽大学                       | 8300   |         |               |
| 静岡県立大学薬用植物園                                     | 449 | 1989年   | 静岡市駿河区             | 静岡県立大学                   | 3300   | 800     |               |
| 北海道科学大学薬用植物園                                   |     |          | 北海道小樽市             | 北海道科学大学                 |        |         | [ 12 ]        |
| 岩手医科大学薬用植物園                                     |     |          | 岩手県                   | 岩手医科大学                   |        |         |               |
| 東北医科薬科大学薬用植物園                                 |     | 1939年   | 仙台市青葉区             | 東北医科薬科大学               | 2437.5 | 350     | [ 13 ]        |
| 東北大学大学院薬学部附属薬用植物園                         |     | 1974年   | 仙台市青葉区             | 東北大学                       | 52956  | 1200    | [ 14 ]        |
| 医療創生大学薬用植物園                                     |     |          | 福島県いわき市           | 医療創生大学                   |        |         | [ 15 ]        |
| 国際医療福祉大学薬用植物園                                 |     |          | 栃木県大田原市           | 国際医療福祉大学               |        |         | [ 16 ]        |
| 高崎健康福祉大学薬用植物園                                 |     | 2007年   | 群馬県高崎市             | 高崎健康福祉大学               |        | 200     | [ 17 ]        |
| 慶應義塾大学附属薬用植物園                                 |     |          | さいたま市緑区           | 慶應義塾大学                   | 3500   | 700     | [ 18 ]        |
| 千葉大学薬用資源教育研究センター                           |     | 1967年   | 千葉市中央区             | 千葉大学                       |        | 900     | [ 19 ]        |
| 東京理科大学薬用植物園                                     |     |          | 千葉県野田市             | 東京理科大学                   |        |         | [ 20 ]        |
| 千葉科学大学薬用植物園                                     |     |          | 千葉県銚子市             | 千葉科学大学                   |        |         | [ 21 ]        |
| 武蔵野大学薬学部附属薬用植物園                             |     | 2004年   | 東京都西東京市           | 武蔵野大学                     | 873    | 170     | [ 22 ]        |
| 横浜薬科大学薬草園                                         |     |          | 横浜市戸塚区             | 横浜薬科大学                   |        |         | [ 23 ]        |
| 新潟薬科大学薬用植物園                                     |     |          | 新潟市秋葉区             | 新潟薬科大学                   | 3000   | 300     | [ 24 ]        |
| 新潟薬科大学薬用植物園 五頭分園                            |     | 1984年   | 新潟県阿賀野市           | 新潟薬科大学                   | 13000  | 300     | [ 25 ]        |
| 愛知学院大学薬草園                                         |     |          | 愛知県日進市             | 愛知学院大学                   | 545    |         | [ 26 ]        |
| 金城学院大学薬用植物園                                     |     |          | 名古屋市守山区           | 金城学院大学                   | 1100   | 150     | [ 27 ]        |
| 鈴鹿医療科学大学薬草園                                     |     |          | 三重県鈴鹿市             | 鈴鹿医療科学大学               |        |         |               |
| 近畿大学薬学部薬用植物園                                   |     | 1954年   | 大阪府東大阪市           | 近畿大学                       |        |         | [ 28 ]        |
| 大阪大学大学院薬学研究科附属薬用植物園                     |     | 1974年   | 大阪府吹田市             | 大阪大学                       | 10610  | 800     | [ 29 ]        |
| 大阪大谷大学万葉植物園・薬草園                             |     |          | 大阪府富田林市           | 大阪大谷大学                   |        |         | [ 30 ]        |
| 武庫川女子大学薬用植物園                                   |     | 1986年   | 兵庫県西宮市             | 武庫川女子大学                 | 563    | 250     | [ 31 ]        |
| 神戸学院大学薬草園                                         |     |          | 神戸市西区               | 神戸学院大学                   | 5705   | 600     | [ 32 ]        |
| 兵庫医療大学薬用植物園                                     |     |          | 神戸市中央区             | 兵庫医療大学                   |        | 70      | [ 33 ]        |
| 姫路獨協大学薬用植物園                                     |     |          | 兵庫県姫路市             | 姫路獨協大学                   |        | 300     | [ 34 ]        |
| 徳島大学薬用植物園                                         |     | 1986年   | 徳島県徳島市             | 徳島大学                       | 9647   |         | [ 35 ]        |
| 松山大学薬用植物園                                         |     |          | 愛媛県松山市             | 松山大学                       | 1806   |         | [ 36 ]        |
| 岡山大学薬用植物園                                         |     | 1978年   | 岡山市北区               | 岡山大学                       |        | 500     | [ 37 ]        |
| 就実大学薬用植物園                                         |     | 2003年   | 岡山市中区               | 就実大学                       | 800    |         | [ 38 ]        |
| 福山大学薬用植物園                                         |     | 1984年   | 広島県福山市             | 福山大学                       |        |         | [ 39 ]        |
| 広島大学薬学部附属薬用植物園                               |     | 1971年   | 広島市南区               | 広島大学                       | 2100   | 158     | [ 40 ]        |
| 広島国際大学薬学部附属薬用植物園                           |     | 2004年   | 広島県呉市               | 広島国際大学                   |        |         | [ 41 ]        |
| 安田女子大学薬学部附属薬用植物園                           |     | 2010年   | 広島市安佐南区           | 安田女子大学                   |        | 500     | [ 42 ]        |
| 山陽小野田市立山口東京理科大学薬学部附属江汐公園薬用植物園 |     |          | 山口県山陽小野田市       | 山陽小野田市立山口東京理科大学 | 3000   |         | [ 43 ]        |
| 福岡大学薬学部薬草園                                       |     |          |                          | 福岡大学                       |        |         | [ 44 ]        |
| 第一薬科大学薬用植物園                                     |     |          |                          | 第一薬科大学                   |        | 100     | [ 45 ]        |
| 九州大学附属薬用植物園                                     |     | 1967年   | 福岡市東区、福岡県篠栗町 | 九州大学                       | 28400  |         | [ 46 ]        |
| 長崎大学附属薬用植物園                                     |     | 1969年   | 長崎県長崎市             | 長崎大学                       | 2016   | 457     | [ 47 ]        |
| 長崎国際大学薬学部付属薬用植物園                           |     | 2006年   | 長崎県佐世保市           | 長崎国際大学                   |        | 180     | [ 48 ]        |
| 九州保健福祉大学薬学部附属薬用植物園                       |     | 2003年   | 宮崎県延岡市             | 九州保健福祉大学               | 3531   | 285     | [ 49 ]        |
| 東京都薬用植物園                                           |     |          | 東京都小平市             | 東京都健康安全研究センター     | 31398  |         | [ 50 ]        |
| あいち健康の森薬草園                                       |     | 2015年   | 愛知県大府市             | 愛知県                         |        |         | [ 51 ]        |
| 森野旧薬園                                                 |     | 享保年間 | 奈良県宇陀市             | 森野吉野葛本舗                 |        |         | [ 52 ]        |
| 奈良県薬用植物見本園                                       |     |          | 奈良県御所市             | 奈良県薬事研究センター         |        | 200     | [ 53 ]        |
| 手柄山薬用植物園                                           |     |          | 兵庫県姫路市             | 姫路市                         | 250    | 22      | [ 54 ]        |
| 丹波市立薬草薬樹公園                                       |     |          | 兵庫県丹波市             | 丹波市                         |        | 300     | [ 55 ]        |
| 重井薬用植物園                                             |     | 1964年   | 岡山県倉敷市             | 医療法人創和会                 |        | 800     | [ 56 ]        |
| 宮崎県総合農業試験場薬草・地域作物センター                 |     |          | 宮崎県小林市             | 宮崎県                         |        |         | [ 57 ]        |
| 佐多旧薬園                                                 |     | 不詳     | 鹿児島県南大隅町         | 南大隅町                       | 3000   |         | [ 58 ]        |
| 薬用植物資源研究センター種子島研究部                       |     |          | 鹿児島県中種子町         | 医薬基盤・健康・栄養研究所     | 108693 |         | [ 59 ]        |

※=日本植物園協会会員番号。空欄の施設は非加盟
1. ↑  総面積。単位は平方メートル
2. ↑  保有品種数。*印は園芸品種含む